# Fundacja na Rzecz Kobiet i Planowania Rodziny
Fundacja na Rzecz Kobiet i Planowania Rodziny, Federa − polska organizacja pozarządowa, działająca na rzecz zdrowia i praw reprodukcyjnych.

## Historia
W 1991 r. powstało stowarzyszenie Federacja na Rzecz Kobiet i Planowania Rodziny, będące porozumieniem pięciu organizacji – Ligi Kobiet Polskich, Polskiego Stowarzyszenia Feministycznego, Stowarzyszenia Pro Femina, Neutrum – Stowarzyszenia na rzecz Państwa Neutralnego Światopoglądowo oraz Stowarzyszenia Dziewcząt i Kobiet Chrześcijańskich Polska Y.W.C.A. 
Od 1999 roku Federacja posiada status organizacji doradczej przy ECOSOC. 
W 2019 Federacja ustanowiła Fundację o nazwie "Fundacja na Rzecz Kobiet i Planowania Rodziny", sama zaś przeszła w stan likwidacji.

## Cele Fundacji
1. Zapewnienie dostępu do usług w dziedzinie planowania rodziny,
2. Propagowanie różnych metod i środków kontroli urodzeń,
3. Obrona prawa kobiet do decydowania o macierzyństwie,
4. Edukacja i upowszechnianie wiedzy na temat seksualności człowieka,
5. Działalność rzecznicza na rzecz kształtowania prawa w zakresie celów statutowych fundacji,
6. Promocja zdrowia kobiet, szczególnie praw i zdrowia reprodukcyjnego,
7. Działalność na rzecz równych szans kobiet i mężczyzn,
8. Przeciwdziałanie różnym formom dyskryminacji,
9. Przeciwdziałanie przemocy wobec kobiet, ze szczególnym uwzględnieniem przemocy seksualnej,
10. Podnoszenie świadomości prawnej obywateli i obywatelek,
11. Popularyzacja wiedzy w dziedzinie demografii,
12. Udzielanie wsparcia i pomocy prawnej, w tym występowanie w Sądzie w charakterze osoby zaufania,
13. Prowadzenie działalności charytatywnej i humanitarnej,
14. Prowadzenie działalności na rzecz rozwoju społeczno- obywatelskiego i praw człowieka.

## Działalność
Fundacja domaga się zrównania szans kobiet i mężczyzn, w tym prawa kobiet do świadomego macierzyństwa: rzetelnej wiedzy na temat seksualności człowieka, dostępu do antykoncepcji, prawa do dobrej jakości diagnostyki prenatalnej i opieki nad płodem, prawa do przerywania ciąży. 
Fundacja działa na rzecz podstawowych praw człowieka, w szczególności prawa kobiet do decydowania o tym, czy i kiedy mieć dzieci. Federa stoi na stanowisku, że możliwość korzystania z tego prawa jest dla kobiet warunkiem samostanowienia, a także warunkiem zrównania szans życiowych kobiet i mężczyzn.
Przy Federze działają:
- Grupa Ponton, działająca od 2002 r., zajmująca się edukacją seksualną.
- ASTRA Network, promująca zdrowie seksualne i reprodukcyjne.
- Telefon Zaufania, działający od 1991 r., dla osób szukających wsparcia w zakresie zdrowia i praw reprodukcyjnych.
- Zespół Prawny, który udziela pomocy prawnej w zakresie praw reprodukcyjnych.

Federa jest aktywna w strukturach:
- Wielkiej Koalicji za Równością i Wyborem.
- Koalicji Mam Prawo.
- Koalicji Równych Szans.
- Koalicji KARAT.
- Koalicji na rzecz CEDAW.
- Sexual Rights Initiative.
- International Campaign to Women's Rights to Safe Abortion.

Od 1995 r. Federa publikuje biuletyn „Mam Prawo”, w którym zamieszczane są informacje dotyczące realizacji prawa reprodukcyjnego w Polsce i na świecie.